# 레덴토레 교회
산티시모 레덴토레 교회(이탈리아어: Chiesa del Santissimo Redentore), 간단히 레덴토레 교회(Chiesa del Redentore)는 이탈리아 베네치아 주데카에 있는 교회이다.
17세기 베네치아에서 페스트가 광범위하게 발발하자, 베네치아 공화국에서 역병을 가라앉히기 위해 안드레아 팔라디오 주도로 성당을 지은 뒤 봉헌되였다.